# Rashied Ali
Rashied Ali, nacido como Robert Patterson (1 de julio de 1933 - 12 de agosto de 2009)  fue un baterista estadounidense de free jazz y vanguardia, mejor conocido por actuar con John Coltrane en los últimos años de la vida de Coltrane. 

## Biografía

### Primeros años de vida
Nació y creció en Filadelfia, Pensilvania. Su familia era musical; su madre cantó con Jimmie Lunceford.  Su hermano, Muhammad Ali, también es baterista y tocó con Albert Ayler. Ali, su hermano y su padre se convirtieron al islam. 
Comenzó como pianista y finalmente se dedicó a la batería, pasando por la trompeta y el trombón. Se unió al ejército de los Estados Unidos y tocó con bandas militares durante la Guerra de Corea. Después de su servicio militar, regresó a casa y estudió con Philly Joe Jones,  luego realizó una gira con Sonny Rollins. 

### Carrera
Se mudó a Nueva York en 1963 y trabajó en grupos con Bill Dixon y Paul Bley.  Estaba previsto que fuera el segundo baterista junto a Elvin Jones en el álbum de free jazz Ascension de John Coltrane, pero abandonó justo antes de que se realizara la grabación.  Coltrane no lo reemplazó y se conformó con un baterista. Ali grabó con Coltrane a partir de 1965 en el álbum Meditations.
Entre sus créditos se encuentran el último trabajo grabado de Coltrane (The Olatunji Concert) e Interstellar Space, un álbum de duetos grabado anteriormente en 1967. Ali "se volvió importante a la hora de estimular las actividades de jazz más vanguardistas",  tocando lo que Coltrane describió como "ritmos multidireccionales".  Después de la muerte de Coltrane, Ali actuó con su viuda, la pianista Alice Coltrane.  A principios de la década de 1970, dirigió Ali's Alley, un club loft en la ciudad de Nueva York,  y fundó su propio sello, Survival Records.  

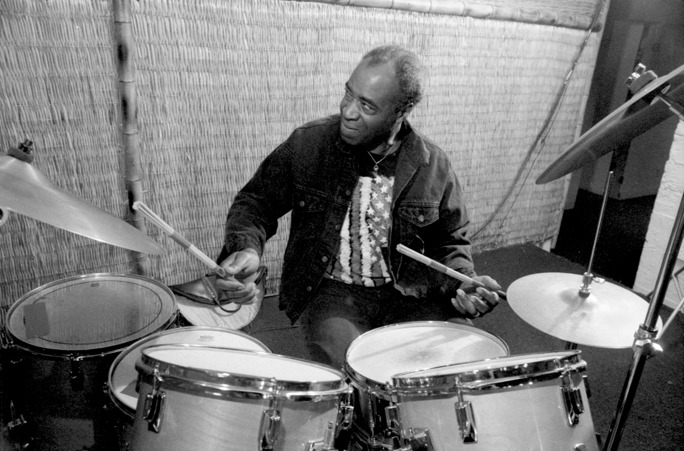
Rashied Ali en dúo con Billy Bang en la Koncept Cultural Gallery, Oakland, California, 26 de julio de 1991

Fue artista visitante en la Wesleyan University, patrocinado por Clifford Thornton. También formó brevemente un grupo que no era de jazz llamado Purple Trap con el guitarrista experimental japonés Keiji Haino y el bajista de jazz-fusión Bill Laswell. Su álbum, Decidido... Ya el corazón inmóvil de la tranquilidad, enredando la oración llamada "yo", fue lanzado por Tzadik Records en marzo de 1999.
Durante la década de 1980, fue miembro de Phalanx, grupo con el guitarrista James Blood Ulmer, el saxofonista tenor George Adams y el bajista Sirone. 
En 1985, actuó con la banda There Goes the Neighborhood con Jaco Pastorius, Jorma Kaukonen, Doug McClean, Whitie Melvin y Ben Prevo.  De 1997 a 2003 tocó extensamente con Tisziji Munoz en un grupo que habitualmente incluía a Pharoah Sanders.
Aunque conocido por su trabajo en jazz, contribuyó a otras formas de arte experimental, incluidas presentaciones multimedia con Gift of Eagle Orchestra y Cosmic Legends, presentaciones como Devachan and the Monads, Dwarf of Oblivion y un homenaje a John Cage en el Central Park de Nueva York. Otros artistas de la orquesta y Cosmic Legends han incluido a Hayes Greenfield (saxo), Perry Robinson (clarinete), Wayne Lopes (guitarra), Dave Douglas (trompetista), Gloria Tropp (voz), Louise Landes Levi (sarangi), directora/pianista. Sylvie Degiez junto con los poetas y actores Ira Cohen, Taylor Mead y Judith Malina.

### Vida posterior
Durante los últimos años de su vida, dirigió su propio quinteto. En febrero de 2005 grabó un álbum doble titulado Judgment Day y presenta a Jumaane Smith a la trompeta, Lawrence Clark al saxofón tenor, Greg Murphy al piano y Joris Teepe al bajo. Este álbum fue grabado en el propio Survival Studio de Ali, que existe desde la década de 1970.
Además de sus actividades interpretativas, sirvió como mentor de jóvenes bateristas como Matt Smith.
En 2007, grabó Going to the Ritual a dúo con el bajista y violinista Henry Grimes con un segundo dúo grabando en postproducción en el momento de la muerte de Ali. Ali y Grimes también tocaron cinco conciertos a dúo entre 2007 y 2009 y un sexto concierto en junio de 2007 con la pianista Marilyn Crispell. Ali es el baterista destacado en el álbum Mystic Journey de Azar Lawrence, grabado en abril de 2009 y lanzado en mayo de 2010.

## Muerte
Murió el 12 de agosto de 2009, a los 76 años, en un hospital de Manhattan tras sufrir un infarto.   Le sobrevivieron su esposa Patricia y tres hijos.

## Discografía

### Como líder o colíder
- 1973 – Duo Exchange (Survival, reeditado por Knit Classics) con Frank Lowe
- 1973 – Rashied Ali Quintet (Survival, reeditado por Knit Classics) con James Blood Ulmer
- 1973 – New Directions in Modern Music (Survival, reeditado por  Knit Classics) con Carlos Ward, Fred Simmons, Stafford James
- 1976 – Moon Flight (Survival, reeditado por Knit Classics)
- 1976 – N.Y. Ain't So Bad (Survival, reeditado por Knit Classics)
- 1976 – Swift Are the Winds of Life (Survival, reeditado por Knit Classics) con Leroy Jenkins
- 1989 – Rashied Ali in France (Blue Music Group)
- 1994 – Island Universe (Soul Note) con Jeff Palmer, Arthur Blythe, and John Abercrombie
- 1996 – The October Revolution (Evidence) con Joe McPhee, Borah Bergman y Wilber Morris
- 1997 – Live (Zero In) con Ivo Perelman and William Parker
- 1999 – Rings of Saturn (Knitting Factory), a dueto con el saxofonista tenor Louie Belogenis
- 1999 – Decided... Already the Motionless Heart of Tranquility, Tangling the Prayer Called "I" (Tzadik) con Purple Trap (Bill Laswell, Keiji Haino, Ali)
- 2001 – Live at Tonic (DIW) con Wilber Morris and Louie Belogenis
- 2001 – Deals, Ideas &amp; Ideals (Hopscotch) con Peter Kowald y Assif Tsahar
- 2001 – No One in Particular (Survival) con Rashied Ali Quintet
- 2004 – The Dynamic Duo Remember Trane and Bird (Ayler) con Arthur Rhames
- 2006 – Judgment Day Vol. 1 (Survival) con Rashied Ali Quintet
- 2006 – Judgment Day Vol. 2 (Survival) con Rashied Ali Quintet
- 2008 – Going to the Ritual (Porter) con el bajista Henry Grimes
- 2009 – At the Vision Festival (Blue Music Group) con Greg Tardy, James Hurt, Omer Avital
- 2009 – Eddie Jefferson at Ali's Alley (Blue Music Group) con Eddie Jefferson
- 2009 – Cutt'n Korners (Blue Music Group) con Greg Tardy, Antoine Drye and Abraham Burton
- 2009 – Live in Europe (Survival) con Rashied Ali Quintet
- 2010 – Spirits Aloft (Porter) con el bajista Henry Grimes
- 2020 – First Time Out: Live at Slugs 1967 (Survival) con Rashied Ali Quintet

Con Afro Algonquin (Lee Rozie, Rick Rozie, Ali)
- 1980 – Afro Algonquin (Moers)

Con Por Cualquier Medio (Charles Gayle, William Parker, Ali)
- 1993 – Touchin' on Trane (FMP)
- 2008 – Live at Crescendo (Ayler Records)

Con Prima Materia
- 1994 – Peace on Earth: The Music of John Coltrane (Knitting Factory) with guests John Zorn, Allan Chase
- 1995 – Meditations (Knitting Factory)
- 1995 – Bells (Knitting Factory)
- 2009 – Configurations: The Music of John Coltrane (Blue Music Group)

### Como acompañante
Con Gary Bartz
- Home! (Milestone, 1970)

Con Peter Brötzmann
- Songlines (FMP, 1994)

Con Michael Bocian
- Go Groove (1991)

Con Marion Brown
- Marion Brown Quartet (1966)
- Why Not? (1968)

Con Alice Coltrane
- A Monastic Trio (1968)
- Huntington Ashram Monastery (1969)
- Journey in Satchidananda (1970)
- Universal Consciousness (1971)

Con John Coltrane
- Meditations (Impulse!, 1965)
- Live at the Village Vanguard Again! (Impulse!, 1966)
- Live in Japan (Impulse!, 1966)
- Offering: Live at Temple University (Resonance, 1966)
- Interstellar Space (Impulse!, 1967)
- Stellar Regions  (Impulse!, 1967)
- Expression (Impulse!, 1967)
- The Olatunji Concert: The Last Live Recording (Impulse!, 1967)
- Cosmic Music (Impulse!, 1968)

Con Hal Galper
- Art Work (Origin, 2009)

Con Rudolph Gray
- Implosion '73 (New Alliance, 1991)
- Mask of Light (New Alliance, 1991)

Con el John Lewis Sound
- Get to This Y'all! (Miles Ahead, 2003)

Con Jackie McLean
- Bout Soul (Blue Note, 1967)

Con Tisziji Muñoz
- The River of Blood (Anami Music, 1997)
- Present Without A Trace (Anami Music, 1997)
- Spirit World (Anami Music, 1997)
- Presence of Truth (Anami Music, 1999)
- Presence of Joy (Anami Music, 1999)
- Presence of Mastery (Anami Music, 1999)
- Breaking the Wheel of Life and Death (Anami Music, 2000)
- Parallel Reality (Anami Music, 2000)
- The Hu-Man Spirit (Anami Music, 2001)
- Shaman-Bala (Anami Music, 2002)
- Divine Radiance (Anami Music, 2003)
- Divine Radiance Live! (Anami Music, 2013)
- Paul Shaffer Presents: Tisziji Muñoz – Divine Radiance Live! DVD (Anami Music, 2013)
- Sky Worlds (Anami Music, 2014)

Con David Murray
- Body and Soul (1993)

Con Phalanx
- Original Phalanx (DIW, 1987)
- In Touch (DIW, 1988)

Con Henry Rollins
- Everything (Thirsty Ear, 1996)

Con el Quinteto de Saheb Sarbib
- It Couldn't Happen Without You (Soul Note, 1984)

Con Archie Shepp
- On This Night (Impulse, 1965)

Con Alan Shoter
- Orgasm (Verve, 1968; reissued in 1969 as Parabolic)

Con Andrew Sterman
- Blue Canvas with Spiral (Breat River, 2003)

Con Stoker
- Syncopate (Douglas Music, 1997)

Con la Joris Teepe Big Band
- We Take No Prisoners (Challenge, 2009)

Con James Blood Ulmer
- Music Speaks Louder Than Words (DIW, 1996)

Con Frank Wright
- Blues for Albert Ayler (ESP-Disk, 2012)